# 高森町 (長野県)

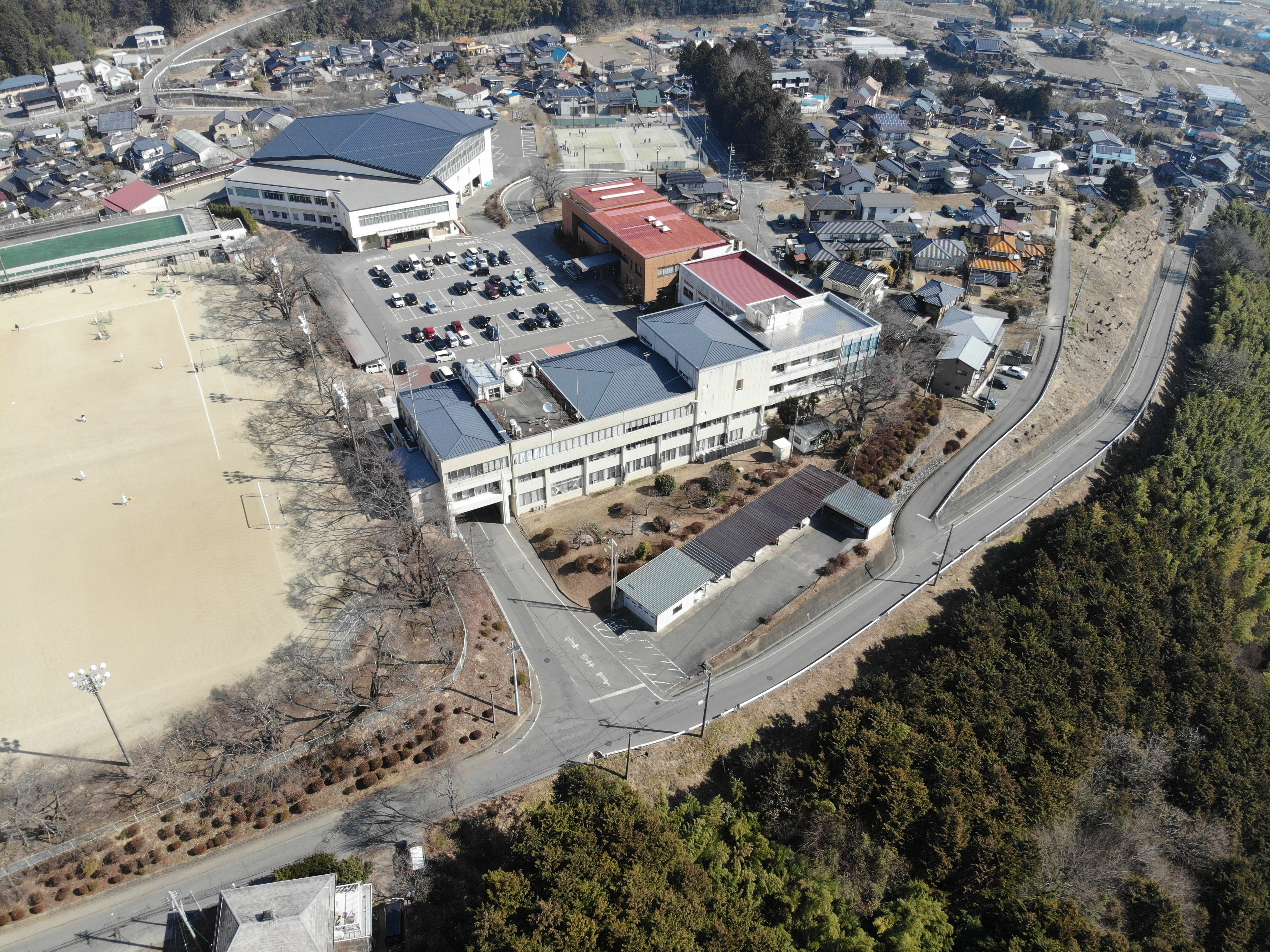
高森町役場

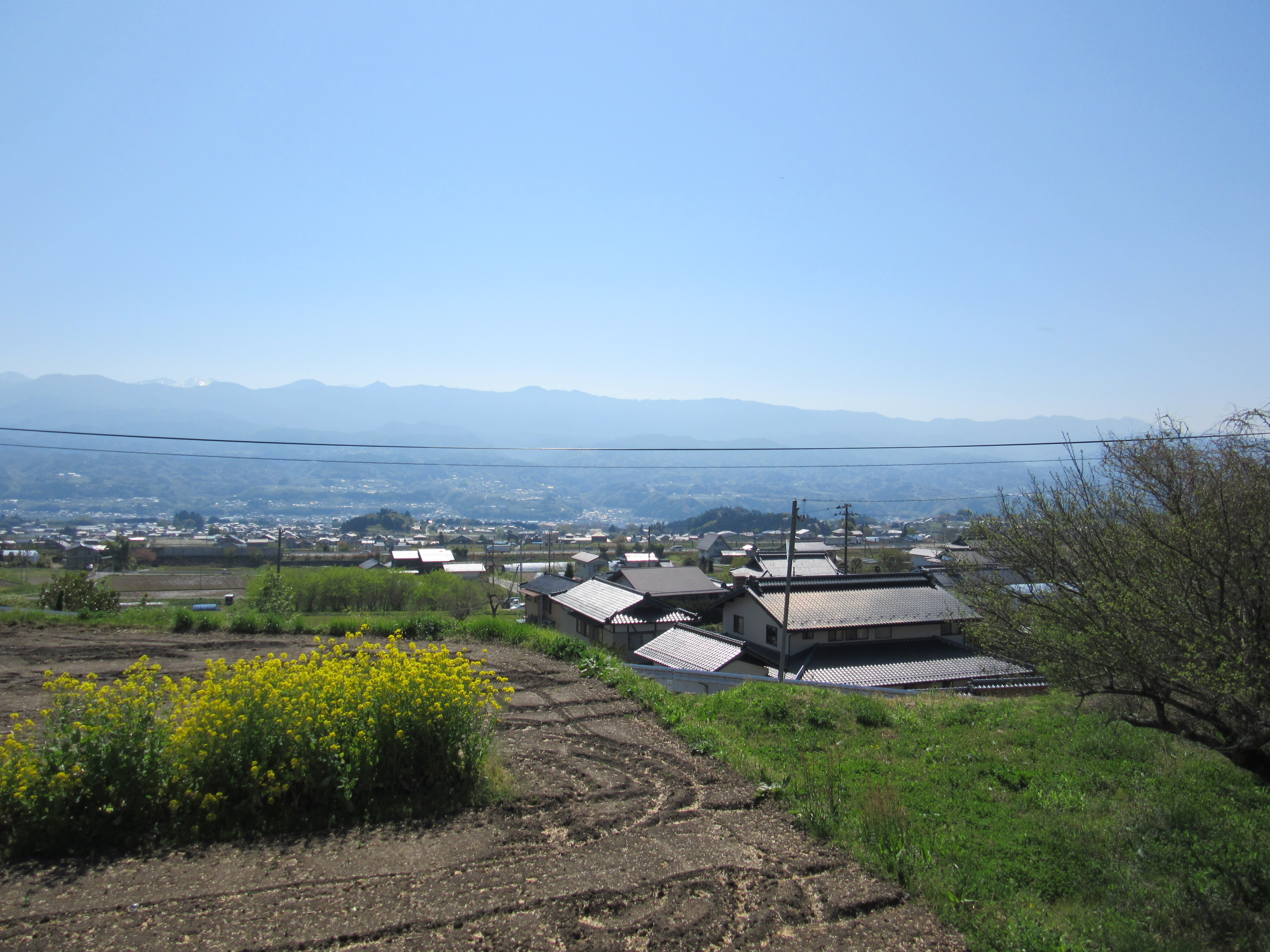
瑠璃寺から高森町中心部を望む

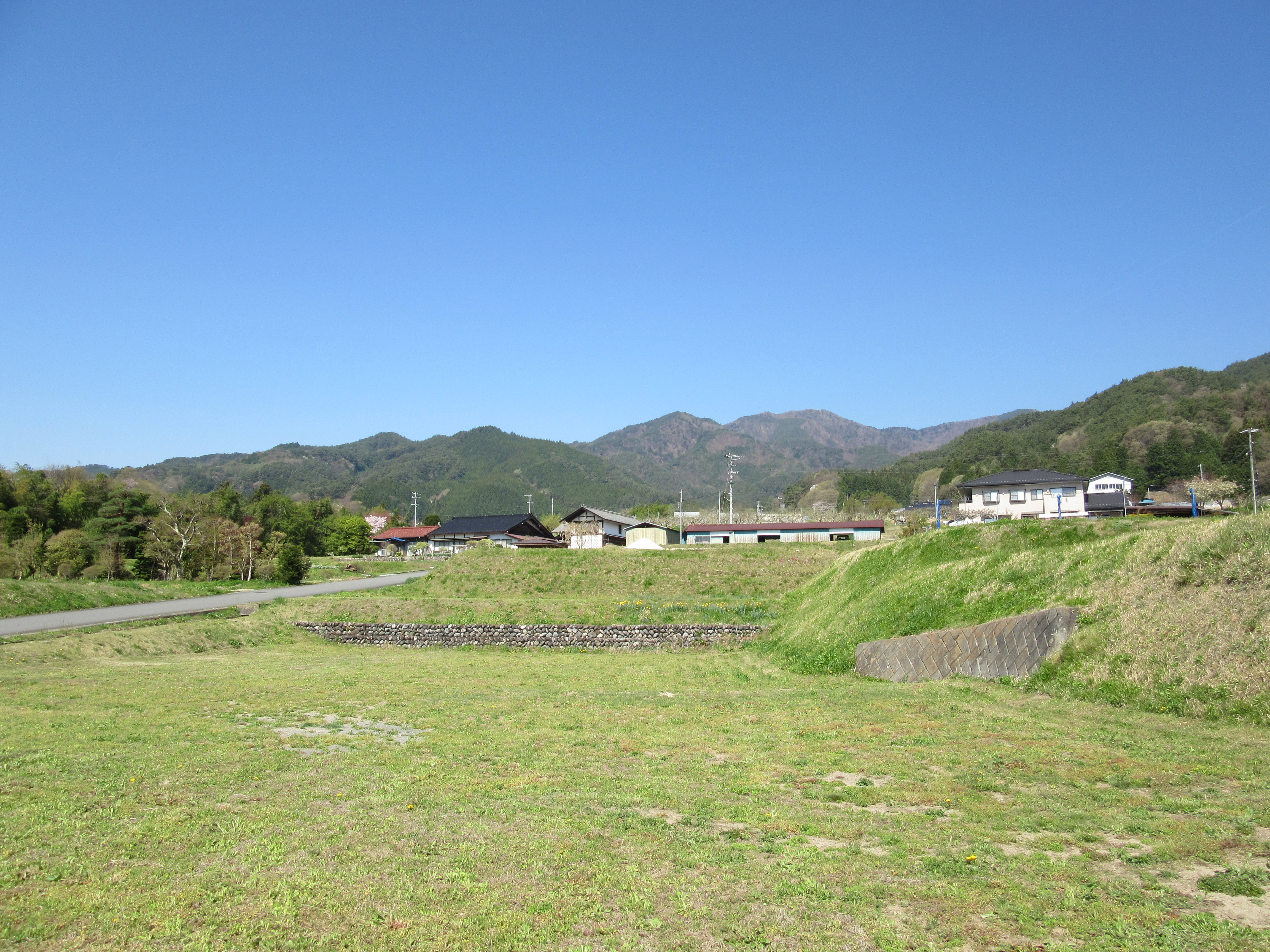
瑠璃寺周辺から中央アルプスを望む

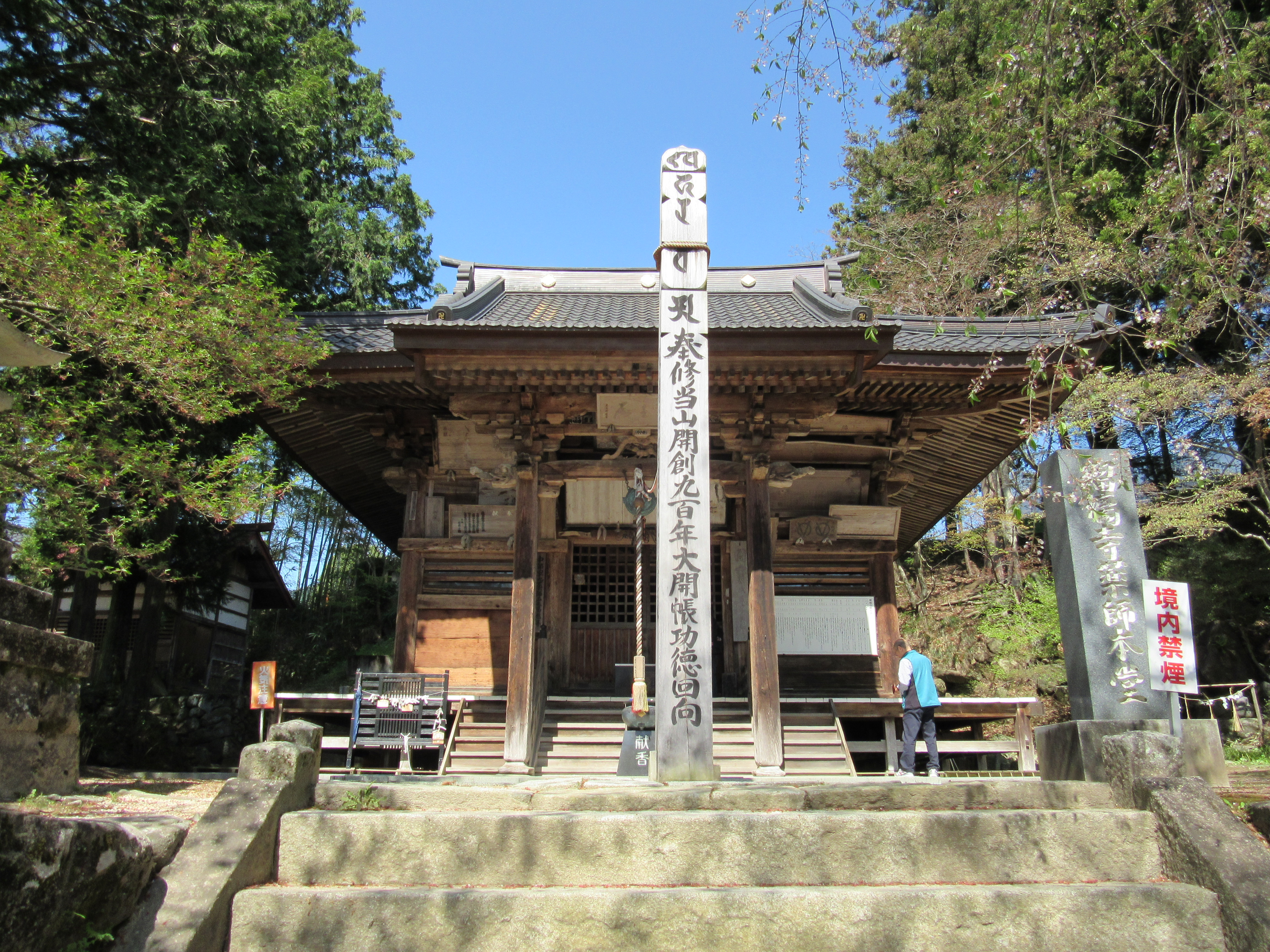
瑠璃寺薬師本堂

高森町（たかもりまち）は、長野県下伊那郡にある町。伊那谷の南部に位置し、天竜川の西側に町域が広がる。
1957年（昭和32年）7月1日に下伊那郡市田村と同郡山吹村が新設合併して発足した町で、山頂が両村の境になっていた本高森山（標高1,889.8 m）が町名の由来である。

## 地理
長野県の南信地方の中央部にあり、下伊那郡の北部に位置している。南アルプスと中央アルプスに挟まれた天竜川の河岸段丘にある。町の東西でかなりの標高差がある。

### 町内の地域
- 下市田
- 出砂原（ださら）
- 吉田
- 牛牧
- 上市田
- 大島山（おおじまさん）
- 出原（いずはら）
- 山吹

### 人口
| |                                        |  |
| 高森町と全国の年齢別人口分布（2005年） | 高森町の年齢・男女別人口分布（2005年） |  |
| ■紫色 ― 高森町 ■緑色 ― 日本全国 | ■青色 ― 男性 ■赤色 ― 女性              |  |
| 高森町（に相当する地域）の人口の推移 \| 1970年（昭和45年） \| 9,885人 \| \| \| 1975年（昭和50年） \| 10,609人 \| \| \| 1980年（昭和55年） \| 11,488人 \| \| \| 1985年（昭和60年） \| 12,022人 \| \| \| 1990年（平成2年） \| 12,232人 \| \| \| 1995年（平成7年） \| 12,252人 \| \| \| 2000年（平成12年） \| 12,528人 \| \| \| 2005年（平成17年） \| 12,976人 \| \| \| 2010年（平成22年） \| 13,216人 \| \| \| 2015年（平成27年） \| 13,080人 \| \| \| 2020年（令和2年） \| 12,811人 \| \| |                                        |  |
| 総務省統計局 国勢調査より |                                        |  |
| 1970年（昭和45年） | 9,885人                                |  |
| 1975年（昭和50年） | 10,609人                               |  |
| 1980年（昭和55年） | 11,488人                               |  |
| 1985年（昭和60年） | 12,022人                               |  |
| 1990年（平成2年） | 12,232人                               |  |
| 1995年（平成7年） | 12,252人                               |  |
| 2000年（平成12年） | 12,528人                               |  |
| 2005年（平成17年） | 12,976人                               |  |
| 2010年（平成22年） | 13,216人                               |  |
| 2015年（平成27年） | 13,080人                               |  |
| 2020年（令和2年） | 12,811人                               |  |

## 歴史

### 中世・近世
戦国時代には座光寺氏が伊那郡の国衆として活動した。座光寺は山吹館を本拠とし、はじめ甲斐国の武田氏に従い、1582年（天正10年）3月の武田氏滅亡後は徳川氏に従っている。

### 近代・現代
1889年（明治22年）4月1日には町村制の施行により、下伊那郡市田村・山吹村が発足した。
1957年（昭和32年）7月1日、市田村と山吹村が合併して高森町が発足した。前高森山・本高森山が町名の由来である。
1961年（昭和36年）6月には昭和36年梅雨前線豪雨で大水害（36災害、さぶろくさいがい）が発生した。
2002年（平成14年）には世界中の蘭をあつめた博物館である蘭ミュージアム高森が開園したが、経営難のために2009年（平成21年）11月1日に閉園した。

## 行政

### 町長
- 壬生照玄（みぶ しょうげん・2018年1月23日就任）

町長選挙
2006年（平成18年）1月16日、5期20年と長い間町長を務めてきた吉川貢町長の任期切れにより町長選が行われた。吉川町長は6期目満了後の引退を宣言しており、現職と新人3人の計4人の争いとなった。新人で43歳の熊谷元尋が当選した。投票率は前回の町長選に比べて5%あまり落ちた。
2010年（平成22年）1月12日に町長選が告示され、現職の熊谷元尋が無投票で2選を果たした。

### 町議会
- 議員定数：14（任期：2025年7月29日まで）
- 議長：岩口友雄

町議会議員選挙
2005年（平成17年）7月、高森町町議会議員選挙が行われた。それまで二期に渡って無投票で終わっていたが、この年は定員以上の候補者があつまり選挙となった。しかし地元の新聞などでは「地域選挙の域を出なかった」と評されるなどとても活発に行われたものではなかった。どの候補も「福祉」「町の自立」の二つを掲げたものの主張は具体性を欠き、近年町で起こっている出来事に対しての公約や主張というものがほとんどなかったのである。しかし一部で「このまま無投票が続けば、高森はだめになる」という動きがあり、それによって出馬したものがいたという事に関しては今までにない動きであった。

### 友好都市
- 静岡県御前崎市
2007年（平成19年）9月24日 友好都市提携[2]
- 熊本県阿蘇郡高森町

### 高森町ケーブルテレビ
2003年（平成15年）4月、町内で、音声のみの町内の簡単なニュースと、町内のみの話題を取り扱った番組、そして、町内のみで通じる電話という有線放送を行っていた「高森町有線放送農業協同組合」が高森町ケーブルテレビに移行した。これは、高森町全体をケーブルテレビのテレビ放送、光同軸ハイブリッド伝送方式を使った高速IP回線と、近隣の有線放送、ケーブルテレビの電話と相互接続が可能なようにNTT加入電話と同じ番号を使うなど、地域情報化を意識した作りになっている。ただし、開設されてから後現在に至るまで、サービスの拡充は行われておらず、さらにケーブルテレビは地元で普通に受信できる地上波およびNHKBSの送信にとどまっている。

### 高森町町民参加条例
長野県内で初となる、「高森町町民参加条例」を2003年（平成15年）4月1日に施行した。これは町民が、自治組織における自らの役割と責務を自覚し、自主的かつ主体的に自治活動に取り組みながら、積極的にまちづくりに参加するようにと定められている。この条例をめぐり、当時、町議会において激しい議論が交わされた。

### 唐沢洞埋め立て論議
2005年（平成17年）春、町より町役場前のほら（小さな沢でけずられた谷）である「唐沢洞（からさわぼら）」にたいして埋め立てを行い、そこに公共施設の駐車場、および洞を横断し町役場へのアクセスをよくする、さらには中学校への通学路の安全を確保する、といった計画が発表された。
それに対して、1961年（昭和36年）に長野県南部を襲った大災害「三六災害」を経験した者が先頭に立ち、その洞より低い場所に住む者達を中心に、計画に対し異議を唱える陳情が出された。反対派は、洞は水があつまって出来た場所であるため豪雨が降ると大量の水が集まることによって、崩れる危険性が非常に高いということ、さらには、かつての災害のとき、非常に崩れた箇所であり、近年の豪雨災害では埋め立てた箇所が表面がすべるように崩れている点を指摘している。さらには町が主張することはほぼ代案によってそれよりも安全に安価に地域の風景を破壊することなく実現可能としている。
しかしこの陳情は町議会では否決され受け入れることすらなかった。しかし、反対派は働きかけを続けており、議論が繰り広げられている。

### キャッチコピー
町のキャッチコピーは「柿とカヌーと祭りの町」。柿とは、特産品の「市田柿」という干し柿の事を指し、カヌーとは、町の端、豊丘村、喬木村との間を流れる天竜川にカヌーが出来る港を作って毎年大会などを開いていることを指す。祭りは、町の西にある瑠璃寺より、地方に広まったと言われる獅子舞が披露される祭りや、町の中の地区などが主宰する納涼祭などの祭りが盛んに開かれていることを言っている。
別のキャッチコピーとして「富本銭の町」がある。かつて町域から日本最古の貨幣とされている富本銭が発掘されていたことに由来する。

## 教育

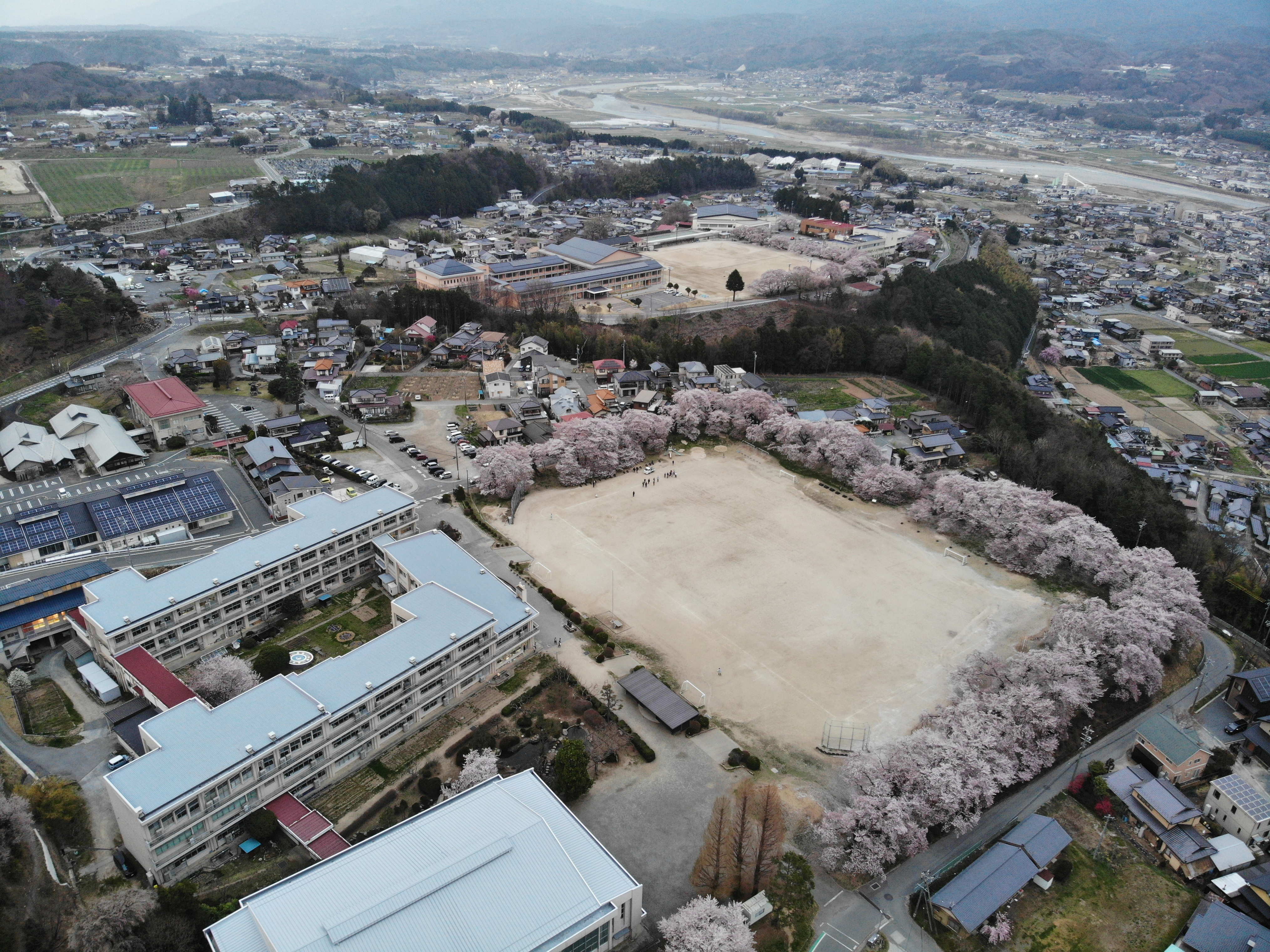
高森町立高森南小学校と校庭桜

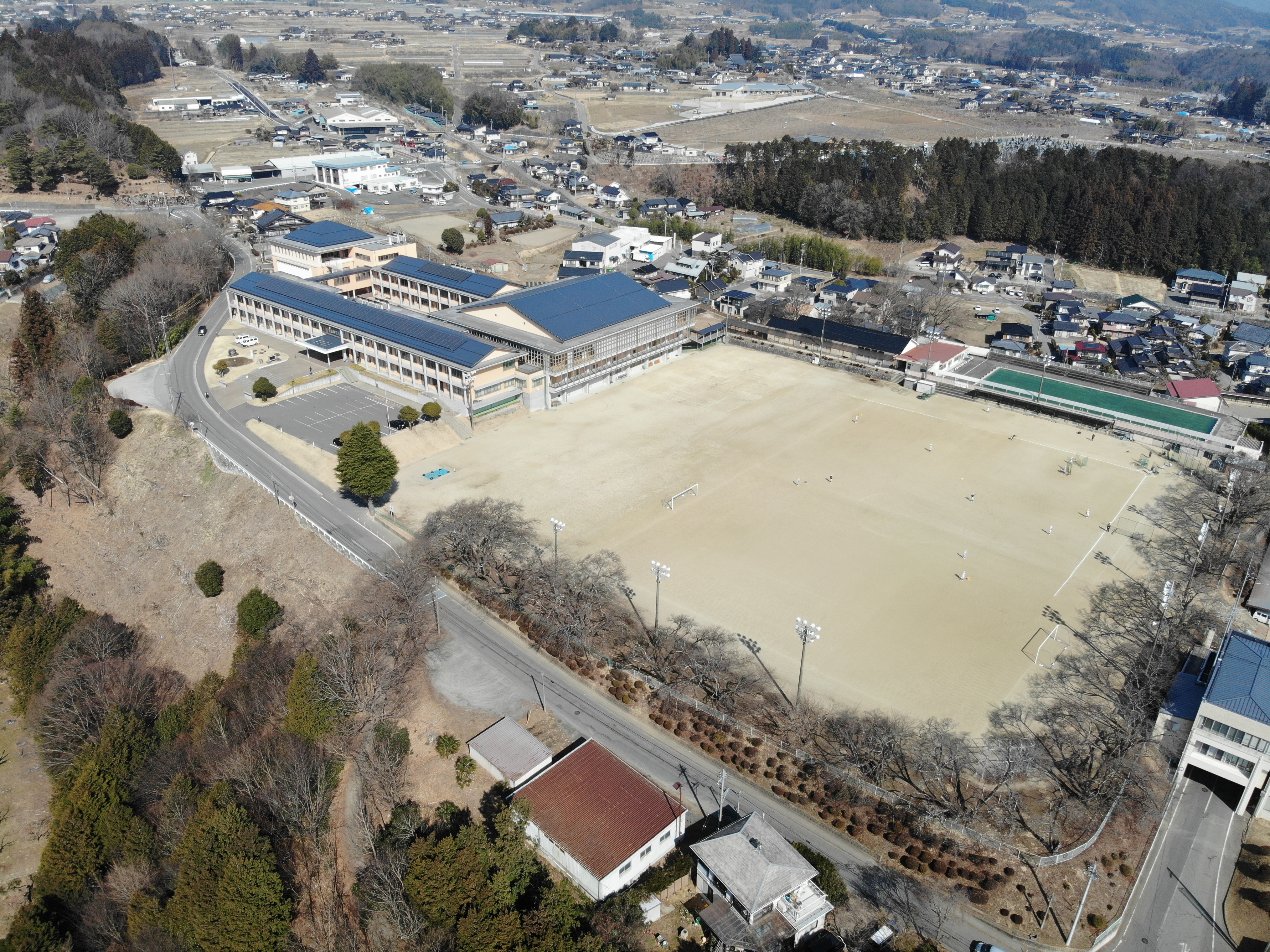
高森町立高森中学校

### 学校教育
- 高森町立高森南小学校
- 高森町立高森北小学校
- 高森町立高森中学校

### 社会教育
- 高森町立図書館

## 経済
農地は多いが、産業としては農業より製造業や卸売・小売業が主要である。

### 農業
標高の高い場所ではリンゴやナシなどの果樹が、天竜川に近い場所では市田柿が特産である。
市田柿は高森町市田（旧・市田村）が発祥の地であり、主に干し柿に加工される。大正時代に市田村の事業として市田柿という名前が付けられ、上沼正雄らによって商品化が行われた。2006年（平成18年）には市田柿が長野県初の地域団体商標として登録された。

### 工業
- 綿半テクノス飯田工場

## 交通

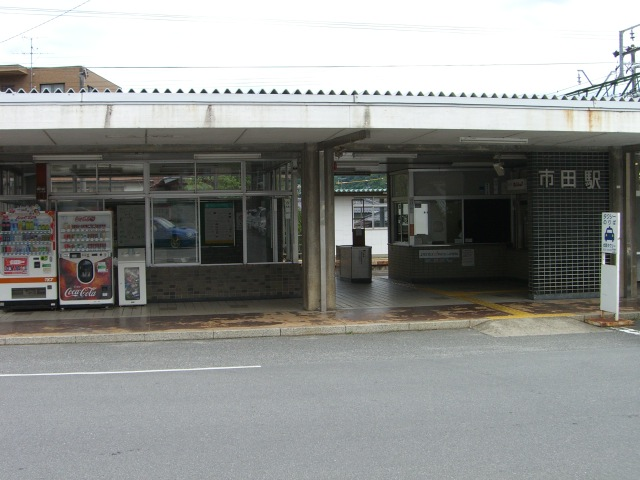
市田駅

高森町によって高齢者を対象にした福祉バスが運行されている。

### 鉄道
- 東海旅客鉄道（JR東海）飯田線

下市田駅、市田駅、下平駅、山吹駅

### 道路

#### 高速道路
- 中央自動車道高森BS

（飯田〜松本・長野線、飯田〜新宿線、飯田〜横浜線、箕輪〜大阪線、箕輪〜名古屋線）

#### 一般国道
- 国道153号

#### 都道府県道
- 長野県道15号飯島飯田線
- 長野県道226号市ノ沢山吹停車場線
- 長野県道227号市田停車場上市田線
- 長野県道228号市田停車場線
- 長野県道428号山吹停車場線

#### 主な町道
- 町道一号線 - 町の南北を貫く。現在は一部広域農道に併合。
- 上段開発道路（ハーモニック道路） 町の一番西、山付けを、町を南北に貫く道。始点に高森カントリークラブ、中間点に蘭ミュージアム高森、終点に湯ヶ洞 御大の館の温泉施設がある。

### ナンバープレート
南信州ナンバー
2025年5月7日以降、飯田市、下伊那郡各町村とともに、ご当地ナンバーである南信州ナンバーが割り当てられている。

## 出身有名人
- 今村清之助 - 実業家。角丸証券（現・みずほインベスターズ証券株式会社）創業者。
- 今村信行 - 法務官僚。大審院判事。
- 上沼八郎 - 教育学者。
- 島岡吉郎  - 野球指導者。明治大学硬式野球部監督。
- 宮下正美 - 児童文学者。
- 寺澤孝文 - 教育者。岡山大学大学院教授。教育とビッグデータ研究の第一人者。
- 一木清直 - 陸軍軍人。

## 名所・旧跡・観光スポット

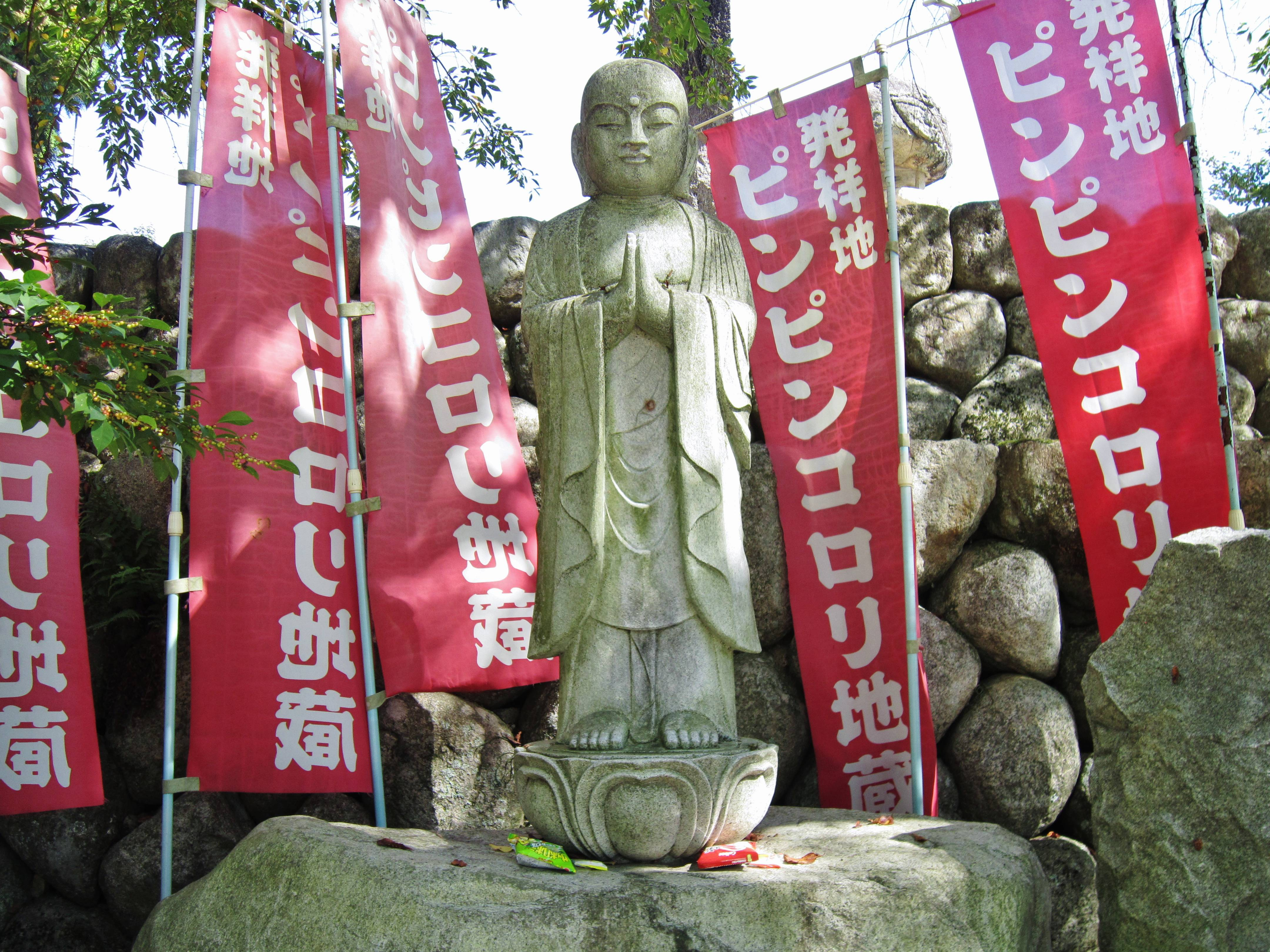
ピンピンコロリ地蔵（瑠璃寺）

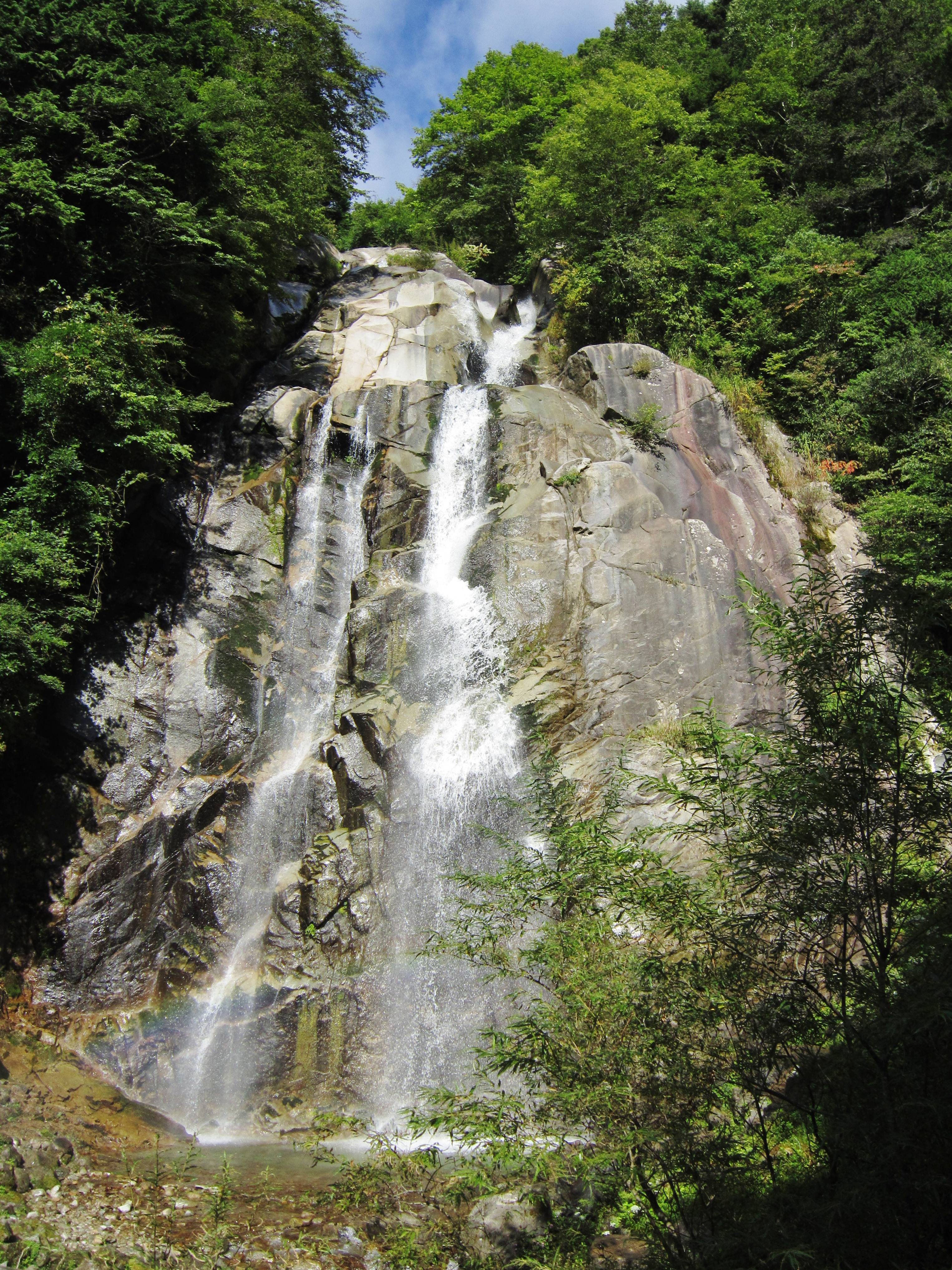
不動滝

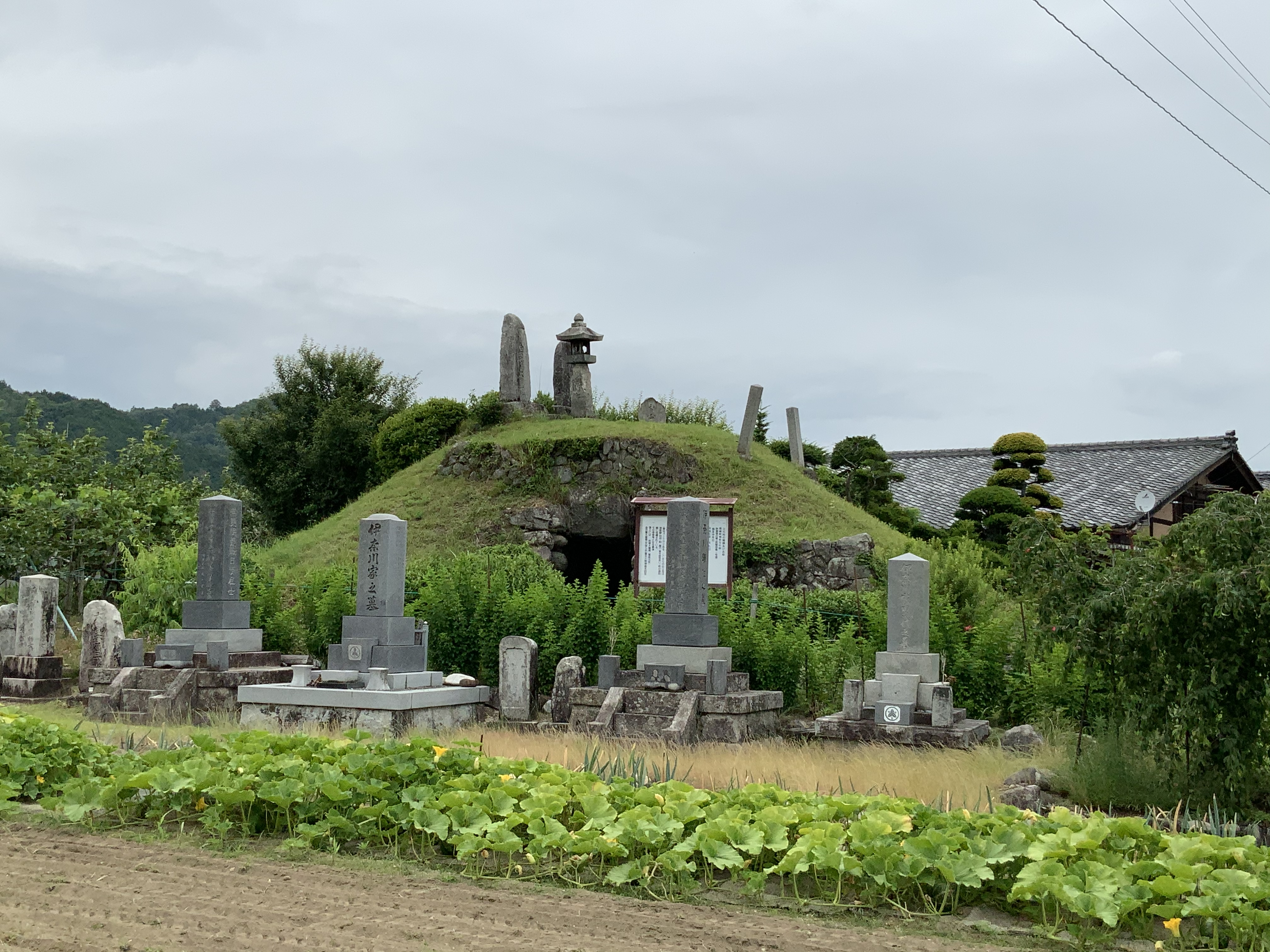
武陵地1号古墳

- 本学神社

国学の四大人を祀る日本で唯一の神社。
- 山の寺（隣政寺）

「哲学の道」と呼ばれる道をあがった末にある。
- 松岡城（信濃国）
- 不動滝

瑠璃寺をさらに奥に入った場所にある。干水ノ沢の滝。
- 高森町立高森南小学校のソメイヨシノ

樹齢60年を超える大木のソメイヨシノが校庭を囲むように植えられている。「日本一の学校桜」と謳われている。
- 湯ヶ洞 御大の館

ラドン湯温泉施設。湯ヶ洞は宿泊施設で、島岡吉郎にちなんでつけられた御大の館は日帰り温泉施設である。また、明治大学野球部は毎年夏に高森町を含む飯田下伊那地域で合宿を行っている。
- 下平遺跡（高森町山吹）

高森町教育委員会による2014年（平成26年）5月から6月にかけての試掘調査にて、新発見の古墳時代後期と思われる円墳1基（下平1号古墳）1基とその周溝墓、また古墳の敷地を利用した火葬墓が検出された。また、縄文から平安までの土器片、陶器片、打製石斧等の石器が出土した。
- 増野新切遺跡（高森町山吹）

長野県下伊那郡高森町山吹7767番地から8838番地にある縄文時代の遺跡。1963年（昭和38年）5月から実施された発掘調査にて6軒の住居跡が確認され、1972年（昭和47年）度の調査で標高630メートルから665メートルにかけての遺跡全域に住居跡（検出は78軒、うち2軒は水田の造成で破壊）が発見されている。なお増野新切遺跡から400メートルから500メートル離れた場所に増野新切Ⅱ遺跡がある。
- 武陵地古墳群（高森町下市田）

「秋葉塔の塚」と呼ばれる武陵地1号古墳、「祝殿の塚」と呼ばれる武陵地3号古墳、「福神の塚」と呼ばれる武陵地5号古墳、など7基が確認されている。
- 下市田学校（高森町下市田）
- 竹ノ内家住宅（高森町吉田）

寛政11年（1799年）の建築とされる江戸時代の民家。国の重要文化財に指定されている。

## 寺院
- 松源寺
- 隣政寺
- 瑠璃寺

勇壮な獅子舞が有名。獅子舞はこの寺からこの地方に広がったとされる。ピンピンコロリ地蔵がある。

## 祭事・催事
- 市田灯篭流し花火大会

毎年8月18日。天竜川の水面を流れる灯篭と、美しい花火が見られる。地域では飯田市の「飯田時又灯篭流し」と並ぶ大規模な灯篭流し・花火大会。